# Joy Division
Joy Division was een Britse postpunkgroep die veel invloed had op latere gothic- en newwavebands. Vooral zanger Ian Curtis geldt nog steeds als een rocklegende.

## Biografie
De groep werd eind 1976 opgericht in Salford. In eerste instantie heette hij Warsaw (na heel kort Stiff Kittens genoemd te zijn op wat flyers). Warsaw was gekozen met in gedachten de titel van het nummer "Warszawa", afkomstig van het Bowie-album Low (1977). Eind 1977 veranderde de band zijn naam om verwarring te voorkomen met de groep Warsaw Pakt. De nieuwe naam 'Joy Division' kwam uit het boek The House of Dolls van Karol Cetinsky en verwijst naar een plaats in nazi-concentratiekampen waar de gevangenen zich moesten prostitueren voor de machthebbers.
De band maakte indruk op Rob Gretton en Tony Wilson (van Factory Records) en mocht een album opnemen dat door Wilson uit eigen zak werd betaald. Dit album, Unknown Pleasures (1979) maakte indruk, en Joy Division kreeg predicaten als 'gotische dansmuziek' en 'neanderthalerrock' opgeplakt.
Het atmosferische geluid van Unknown Pleasures was, behalve aan het minimalistische spel van de bandleden, in belangrijke mate te danken aan de manier waarop producer Martin Hannett de muziek vastlegde. In de punktijd werden platen doorgaans met weinig opsmuk opgenomen, maar Hannett trok op Unknown Pleasures een heel register aan galm en andere vervormingen open, met een vervreemdend effect als gevolg. Ook de typische teksten van Ian Curtis, waarin verval, angst, woede en eenzaamheid terugkerende thema's zijn, worden kenmerkend voor de band.
Op 18 mei 1980, nog voor het verschijnen van het tweede album, Closer, en kort voor de geplande Amerikaanse tour, verhing Curtis zich, terwijl hij aan het luisteren was naar Iggy Pops solo-album The Idiot. Het album Closer wordt daarom gezien als het afscheidsalbum van Ian Curtis. De single "Love will tear us apart" kwam na zijn dood uit. "Love Will Tear Us Apart" groeide uit tot het bekendste nummer van Joy Division.
Omdat de bandleden met elkaar hadden afgesproken dat ze de band zouden opdoeken als er ooit iemand in de band zou komen te overlijden was 18 mei 1980, de dag van Ians zelfmoord, tevens de dag dat Joy Division werd opgeheven. De overige leden gingen verder onder de naam New Order. Er kwam een nieuw lid bij: Gillian Gilbert. Het album Movement kwam een jaar na Closer uit. New Order had een grote hit met "Blue monday". Dit werd tevens de meest verkochte 12 inch-single aller tijden. New Order ging de elektronische richting in de popmuziek uit en groeide uit tot een succesvolle groep die een inspiratiebron bleek voor vele houseacts uit de jaren 90.
Van Joy Division verscheen in 1981 ook nog een derde album, Still, met livenummers en eerder opgenomen rariteiten. In 1988 komt het verzamelalbum Substance uit. Hierop zijn vele bekende Joy Division-nummers te vinden, waaronder "Digital", "Transmission" en "She's Lost Control". In 1995 kwam een ander verzamelalbum uit met de naam Permanent. Voor dit album werd door Arthur Baker een remix van "Love will tear us apart" gemaakt.
In 1997 kwam er een boxset uit van Joy Division, genaamd Heart and soul. Deze vier cd's bevattende boxset bevat alle opgenomen nummers van Joy Division.
In 1989 maakte fotograaf Anton Corbijn een videoclip bij het nummer "Atmosphere". Het nummer werd dat jaar heruitgebracht als single.
In 1996 kwam het boek Touching From a Distance uit. Dit boek, geschreven door Deborah Curtis, de weduwe van Ian Curtis, beschrijft Ians leven. De titel van het boek komt uit de song Transmission van Joy Division. In 2005 werd bekendgemaakt dat fotograaf Anton Corbijn een film ging maken die gebaseerd is op dit boek. De film (Control) ging 9 oktober 2007 in première.
Eind 2006 kwam een documentaire op dvd uit over het korte bestaan van Joy Division met als titel Under Review. In 2007 werden naar aanleiding van de film Control de bestaande Joy Division-studioalbums geremasterd en opnieuw uitgebracht met bonus-tracks. Ook werd de single "Love will tear us apart" opnieuw uitgegeven.
In april 2020 verscheen "Neerlands eerste en enige boek over Joy Division": Ode aan Joy Division.

## Discografie

### Albums
| Album met eventuele hitnotering(en) in de Nederlandse Album Top 100 | Datum van verschijnen | Datum van binnenkomst | Hoogste positie | Aantal weken | Opmerkingen   |
| ------------------------------------------------------------------- | --------------------- | --------------------- | --------------- | ------------ | ------------- |
| Unknown pleasures                                                   | 07-1979               | -                     | -               | -            |               |
| Closer                                                              | 08-1980               | -                     | -               | -            |               |
| Still                                                               | 08-10-1981            | -                     | -               | -            | Verzamelalbum |
| Substance (1977-1980)                                               | 07-1988               | 30-07-1988            | 25              | 7            | Verzamelalbum |
| The peel sessions                                                   | 09-1990               | -                     | -               | -            | Ep            |
| Permanent                                                           | 15-08-1995            | -                     | -               | -            | Verzamelalbum |
| Heart and soul                                                      | 1997                  | -                     | -               | -            | Boxset        |
| Preston 28-02-1980                                                  | 24-06-1999            | -                     | -               | -            | Livealbum     |
| The complete BBC recordings                                         | 08-2000               | -                     | -               | -            | Verzamelalbum |
| Les bains douches 18-12-1979                                        | 23-04-2001            | -                     | -               | -            | Livealbum     |
| The best of Joy Division                                            | 2008                  | 29-03-2008            | 100             | 1            | Verzamelalbum |
| Live in Holland                                                     | 09-02-2018            | 20-04-2019            | 74              | 1            | Livealbum     |

### Video
- Here are the young men (VHS, 1980)
- Substance (VHS, 1988)
- Joy Division: Under review (DVD, 2006)
- Joy Division: A documentary (DVD, 2008)

### Film
- 24 Hour Party People (DVD, 2002)
- Control (DVD, 2007)

### Bootlegs
- Le terme (1980, Fractured Music, limited edition 1400 numbered copies)
- The box file : 3x LP : Komakino + Warsaw + Le terme (1981, limited edition 1000 numbered copies)
- Last order (1981, Raven Records)
- Atmosphere (1982, Atmosphere Records)
- Interview disc limited edition (1982)
- Atrocity exhibition (1983, Fact 600)
- From the end to the beginning 7” (1984, limited edition)
- A retrospective on the vinyl pain and pleasure of joy division (1984, Hawkeye 005)
- Dante’s inferno (1985, Gala Italy)
- Shadowplay (1985, Komakino communications, limited edition 400 numbered copies)
- Here are the young men (1985, Hawkeye 009)
- Death trip (1987, Gema)
- Candidate 7” (1989, limited edition 315 copies)
- Warsaw (1989, RZM)
- Cross of iron 7” (1990, FUNN)
- Digital glass (1998, Punk Vault)
- An idea for killing (2002, Galaor Records)
- They keep calling me (2002, Graphica, limited edition 500 copies)
- Soul and heart (2002, Red Sun Music, limited edition 600 copies)
- Closer to the unknown (2004, Heart of Darkness Records)
- Let the movie begin (2005, Interstate Records)
- Martin Hannett's personal mixes (2007, Interstate Records)
- Maximum Joy Division (2007, Chrome Dreams)

### Singles en ep's
- The ideal beginning (Warsaw) (UK, Enigma PSS138, 1977)
- An ideal for living (UK, Enigma PSS139, 1978)
- Contradiction (Earcom 2 Fast products, 1979)
- Transmission (UK, Factory FAC 13, 1979)
- Licht und blindheit (France, SS33002, 1980)
- Komakino (UK, Factory FAC 28, 1980)
- Love Will Tear Us Apart (UK, Factory FAC 23, 1980)
- Atmosphere/She's Lost Control (UK/US, Factory FACUS 2, 1980)
- The First Peel Session (UK, Strange Fruit SFPS013, 1986)
- The Second Peel Session (UK, Strange Fruit SFPS033, 1987)

### Videoclips
- Love Will Tear Us Apart
- Atmosphere

### NPO Radio 2 Top 2000
| Nummers met noteringen in de NPO Radio 2 Top 2000 | '07  | '08 | '09 | '10 | '11 | '12 | '13 | '14 | '15 | '16  | '17  | '18  | '19  | '20  | '21 | '22 | '23 | '24 |
| ------------------------------------------------- | ---- | --- | --- | --- | --- | --- | --- | --- | --- | ---- | ---- | ---- | ---- | ---- | --- | --- | --- | --- |
| Atmosphere                                        | -    | -   | -   | -   | -   | -   | -   | -   | -   | 1958 | 1870 | 1819 | 1872 | 1997 | -   | -   | -   | -   |
| Love Will Tear Us Apart                           | 1424 | -   | 337 | 394 | 294 | 278 | 221 | 305 | 333 | 383  | 427  | 401  | 430  | 457  | 499 | 540 | 546 | 538 |
| Transmission                                      | -    | -   | -   | -   | -   | -   | -   | -   | -   | 1894 | -    | -    | -    | -    | -   | -   | -   | -   |

1. ↑  Een '-' betekent dat het nummer niet was genoteerd en een vetgedrukt getal geeft de hoogste notering van een nummer aan.
2. ↑  2007 was het eerste jaar met een notering voor Joy Division.

## Film
- 24 Hour Party People, over de opkomst van de new wave in Manchester, over Tony Wilson en de bands van het Factory-label, waaronder Joy Division en New Order.
- Control, een film van Anton Corbijn over het leven van Ian Curtis. De film is gebaseerd op het boek Touching from a Distance van Deborah Curtis, Ians echtgenote. De film ging 9 oktober 2007 in Nederland in première.